# Quebrada de Socaire
La quebrada de Socaire es un curso natural de agua permanente que nace en las laderas de los cerros Chiliques, Lejía, Miscanti y una parte del cordón de Puntas Negras.

## Trayecto
El afluente principal de la quebrada es la vertiente de Socaire, cuyas aguas están canalizadas por más de 5 km. Tras su uso en la agricultura, las aguas se sumen en la llanura aluvial.

## Caudal y régimen
Las aguas de Socaire son de régimen permanente,: 176  y su caudal es de 170 l/s.: 73 

## Historia
Francisco Astaburuaga escribió en 1899 en su obra póstuma Diccionario geográfico de la República de Chile sobre el lugar:
Socaire.-—Asiento de población con el título de Santiago de Socaire, situado en el departamento de Antofagasta á la parte superior de uno de los derrames que caen al lago ó gran saladar de San Pedro de Atacama, procedentes de la cordillera de su lado oriental en que descuellan los carros de Miñiques, Toconao, &c. Contiene unas pocas casas pequeñas con algún terreno de sembradío. Dista como 40 kilómetros al sur del pueblo de Toconao, y por ellos pasa el camino que desde San Pedro de Atacama tramonta dicha cordillera y se dirige por la planicie oriental al pueblo de Antofagasta de la Sierra.
Luis Risopatrón lo describe en su Diccionario Jeográfico de Chile de 1924:: 848 
Socaire (Quebrada de) 23° 36' 67° 53' Lleva agua constante i mui buena, presenta algunos algarrobales en las orillas del esterito, corre hacia el W i sus aguas se infiltran mas abajo del lugarejo del mismo nombre, hacia el E del salar de Atacama. 1, x, p. 205; 149, i, p. 221; i 161, i, p. 159.

## Población, economía y ecología
Las aguas de la quebrada son de buena calidad y se riegan con ellas cerca de 300 ha de alfalfa y maíz ubicadas en las inmediaciones del pueblo de Socaire.: 176 